# Cataglyphis emmae
Cataglyphis emmae är en myrart som först beskrevs av Auguste-Henri Forel 1909.  Cataglyphis emmae ingår i släktet Cataglyphis och familjen myror.

## Underarter
Arten delas in i följande underarter:
- C. e. emmae
- C. e. hoggarensis